# Dirigent
Dirigent je glasbenik, ki s kretnjami vodi orkester ali zbor. Dirigira običajno z dirigentsko paličico. Pred seboj ima zapis vseh glasov ali inštrumentov skladbe, ki jo dirigira (partitura). S svojimi gibi naznačuje hitrost igranja (tempo), vstope raznih glasov, predvsem pa njihov ritem in dinamični tok.
Šef-dirigent orkestra je dirigent, ki mu je, za razliko od ostalih stalnih ali gostujočih dirigentov, dodeljena tudi administrativna moč kadrovanja in umetniškega vodstva orkestra.

## Dirigenti svetovnega slovesa
- Claudio Abbado
- Sir John Barbirolli
- Daniel Barenboim
- Leonard Bernstein
- Karl Böhm
- Edwin Carr
- Eugenio Cavallini
- Sergiu Celibidache
- Sir Colin Davis
- Wilhelm Furtwängler
- Sir John Eliot Gardiner
- Carlo Maria Giulini
- Hartmut Haenchen
- Nikolaus Harnoncourt
- Neeme Järvi
- Herbert von Karajan
- Serge Koussevitzky
- Rafael Kubelik
- Carlos Kleiber
- James Levine
- Lorin Maazel
- Sir Neville Marriner
- Kurt Masur
- Lovro von Matačič
- Zubin Mehta
- Jevgenij Mravinski
- Riccardo Muti
- Václav Neumann
- Eugene Ormandy
- Seiji Ozawa
- Trevor Pinnock
- André Previn
- Sir Simon Rattle
- Esa-Pekka Salonen
- Giuseppe Sinopoli
- Sir Georg Solti
- Leopold Stokowski
- Jevgenij Svetlanov
- George Szell
- Václav Talich
- Arturo Toscanini

## Seznami
- seznam dirigentov
- seznam slovenskih dirigentov
- seznam avstrijskih dirigentov
- seznam nemških dirigentov
- seznam italijanskih dirigentov
- seznam hrvaških dirigentov